# Stephanie Motta
Stephanie Motta ist eine US-amerikanische Schauspielerin, Filmproduzentin und Szenenbildnerin.

## Leben
Motta übernahm 2010 in dem Kurzfilm A Divine Comedy und im Spielfilm Project Nine erste Filmrollen. 2011 übernahm sie eine der Hauptrollen in dem Low-Budget-Tierhorrorfilm Rise of the Animals – Mensch vs. Biest. Ab demselben Jahr arbeitete sie außerdem in der Assistenz verschiedener Filmproduktion und war in dieser Funktion unter anderen an den Fernsehserien Der große Aufbruch – Die Pioniere Amerikas, Boardwalk Empire, Unforgettable oder Us & Them beteiligt. 2014 war sie außerdem an der Filmproduktion der Spielfilme Leben und Sterben in God’s Pocket und Teenage Mutant Ninja Turtles beteiligt und wirkte an zehn Episoden der Fernsehserie The Knick mit. Ab 2014 wechselte sie ins Szenenbild und war in dieser Funktion 2015 an 15 Episoden der Fernsehserie Odyssey und von 2018 bis 2019 an 22 Episoden der Fernsehserie The Knick tätig.

## Filmografie

### Schauspiel
- 2010: A Divine Comedy (Kurzfilm)
- 2010: Project Nine
- 2011: Rise of the Animals – Mensch vs. Biest (Rise of the Animals)
- 2011: Somewhere Out West (Kurzfilm)
- 2013: The Essentials (Sprechrolle)

### Produktion
- 2011: Stalked: Leben in Angst (Stalked: Someone's Watching) (Fernsehserie, 3 Episoden)
- 2012: Der große Aufbruch – Die Pioniere Amerikas (The Men Who Built America) (Fernsehserie, Episode 1x01)
- 2012: The Hour
- 2013: Redrum – Am Anfang war der Mord (Redrum) (Fernsehserie)
- 2013: We Cause Scenes (Dokumentation)
- 2013: Boardwalk Empire (Fernsehserie, 6 Episoden)
- 2013–2014: Unforgettable (Fernsehserie, 6 Episoden)
- 2014: Us & Them (Fernsehserie, 2 Episoden)
- 2014: Leben und Sterben in God’s Pocket (God’s Pocket)
- 2014: Believe (Fernsehserie, Episode 1x02)
- 2014: Teenage Mutant Ninja Turtles
- 2014: The Knick (Fernsehserie, 10 Episoden)

### Szenenbild
- 2014: Babylon Fields (Fernsehfilm)
- 2015: Odyssey (Fernsehserie, 15 Episoden)
- 2015: A New York Pair (Kurzfilm)
- 2015: Sisters
- 2018–2019: New Amsterdam (Fernsehserie, 22 Episoden)
- 2019: Otherhood